# Расино
Расино (на македонска литературна норма: Расино) е село в община Охрид на Северна Македония.

## География
Селото е разположено на 16 километра североизточно от Охрид.

## История
В „Етнография на вилаетите Адрианопол, Монастир и Салоника“, издадена в Константинопол в 1878 година и отразяваща статистиката на населението от 1873 година Расино (Rasino) е посочено като село с 60 домакинства със 156 жители българи.
Според статистиката на Васил Кънчов („Македония. Етнография и статистика“) от 1900 година Расино е населявано от 60 жители, всички българи християни.
На Етнографската карта на Битолския вилает на Картографския институт в София от 1901 година Расино е чисто българско село в Охридската каза на Битолския санджак с 8 къщи.
В началото на XX век цялото население на селото е под върховенството на Българската екзархия. По данни на секретаря на екзархията Димитър Мишев („La Macédoine et sa Population Chrétienne“) в 1905 година в Расино има 64 българи екзархисти.
Според преброяването от 2002 година селото има 8 жители северномакедонци.
| Националност     | Всичко |
| северномакедонци | 8      |
| албанци          | 0      |
| турци            | 0      |
| роми             | 0      |
| власи            | 0      |
| сърби            | 0      |
| бошняци          | 0      |
| други            | 0      |

На 16 юни 2002 година митрополит Тимотей Дебърско-Кичевски осветява темелния камък на църквата „Свети Никола Талалей“.